# 갸루

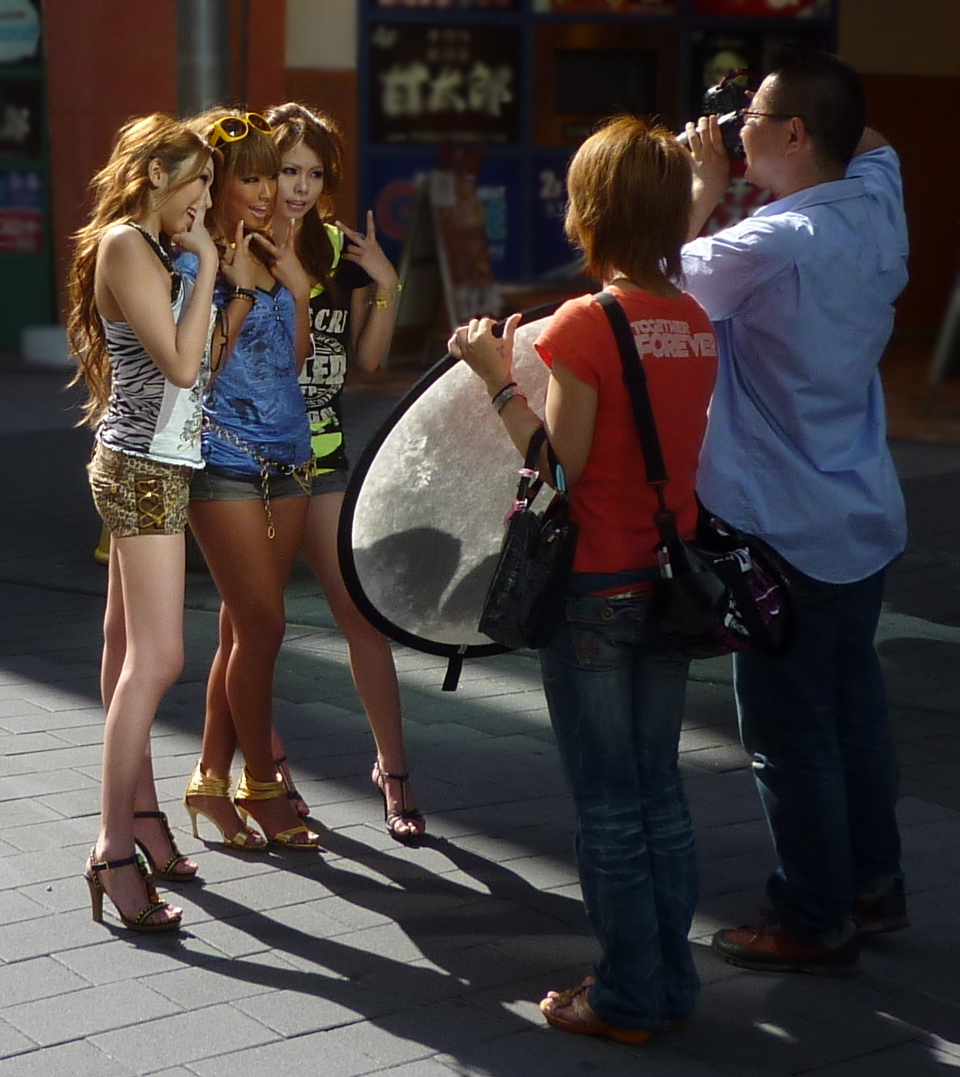
이케부쿠로의 갸루

갸루(일본어: ギャル)는 소녀나 성인 여성을 뜻하는 영어 속어 Gal을 일본식 발음(갸루, ギャル)으로 읽은 데서 비롯한 낱말로 특유의 화장법으로 화장을 한 여성을 뜻한다. 일부에서는 남성도 갸루와 같은 화장을 한다고 한다. 이러한 갸루 화장법으로 화장을 한 사람의 무리를 갸루족으로 부른다.

## 종류

### 고갸루

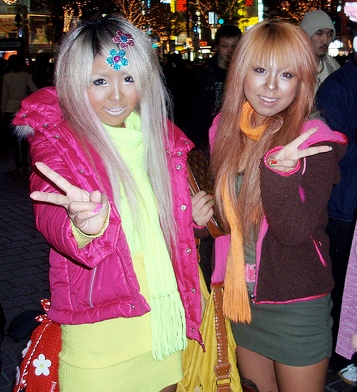
고갸루

고갸루(高ギャル)란 갸루 특유의 화장법으로 화장을 한 여고생을 뜻한다.

### 갸루오
갸루오(ギャル男)는 남자가 갸루를 하는 것을 갸루오라고 한다. 갸루오는 다른 갸루와는 다르게 화장보다는 머리와 패션스타일에 더 신경을 쓴다.

### 야맘바

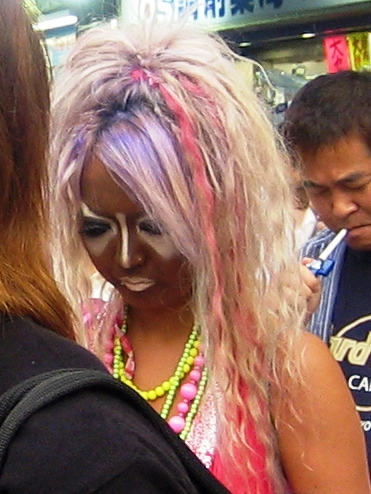
야맘바

야맘바는 일반적인 갸루보다 더욱 짙고 화려한 화장을 하는 사람을 말한다. 야맘바의 화장은 머리색이 다양하고 화려하며 안면의 화장이 매우 독특한 형태를 하고 있다.

### 오네갸루
오네갸루(姉ギャル)는 언니를 뜻하는 '오네'와 '갸루'가 합하여 만든 단어로 성숙한 느낌의 갸루를 뜻한다.

### 히메갸루
히메갸루(姫ギャル)는 공주를 뜻하는 일본 단어인 '히메'와 '갸루'가 합하여진 단어로 공주풍의 갸루를 뜻한다.

## 개그 소재
KBS에서 방영되는 개그 프로그램인 개그콘서트의 개그 코너중 하나인 '멘붕스쿨'에서 개그맨 박성호가 맡은 역할이 갸루상이며, 그의 분장은 갸루족의 화장을 컨셉으로 분장되었다.
그러나 이 분장은 야맘바 족 분장에 가깝다고 한다.

## 같이 보기
- 갸루 문자